# Condado de Pierce (Nebraska)
El condado de Pierce (en inglés: Pierce County), fundado en 1856 y con su nombre en honor al presidente Franklin Pierce, es un condado del estado estadounidense de Nebraska. En el año 2000 tenía una población de 7.857 habitantes con una densidad de población de 5 personas por km². La sede del condado es Pierce.

## Geografía
Según la oficina del censo el condado tiene una superficie total de 1489 km² (574,9 mi²), de los que 1486 km² (573,7 mi²) son tierra y 3 km² (1,2 mi²) (0,23%) son agua.

## Condados adyacentes
- Condado de Knox - norte
- Condado de Wayne - este
- Condado de Madison - sur
- Condado de Antelope - oeste
- Condado de Cedar - noroeste

## Demografía
Según el censo del 2000 la renta per cápita media de los habitantes del condado era de 32.239 dólares y el ingreso medio de una familia era de 40.500 dólares. En el año 2000 los hombres tenían unos ingresos anuales 26.563 dólares frente a los 20.237 dólares que percibían las mujeres. El ingreso por habitante era de 15.980 dólares y alrededor de un 11,80% de la población estaba bajo el umbral de pobreza nacional.

## Ciudades y pueblos
- Breslau
- Foster
- Hadar
- McLean
- Osmond
- Pierce
- Plainview